# 河上健次郎
河上 健次郎（かわかみ けんじろう、1906年12月22日 - 1985年6月12日）は、日本の経営者。大阪府出身。

## 経歴
1936年に東京帝国大学法学部法律学科を卒業し、同年に住友本社に入社。1946年に井華工業(のちの住友金属鉱山)に転じ、取締役に就任し、1948年に常務、1956年6月に専務を経て、1963年5月に社長に就任。1973年5月に会長に就任し、1979年4月に会長に就任。
1967年10月に藍綬褒章を受章し、1977年5月に勲一等瑞宝章を受章。
1985年6月12日呼吸器疾患のために死去。78歳没。